# فیموس گروس
فیموس گروس (انگلیسی: The Famous Grouse) شرکت نوشیدنی اسکاتلندی است، که در سال ۱۸۹۶ تأسیس شد.